# 珀奇島
珀奇島（英語：Perch Island），是南極洲的島嶼，位於葛拉漢地西岸，處於普羅斯佩克特角對開海域，屬於菲什群島的一部分，由英國探險隊繪入地圖，現時由南極條約體系管理。